# Jean François Casanovas
Jean François Casanovas (París, 26 de mayo de 1949 - Buenos Aires, 29 de abril de 2015) fue un actor y director de teatro, bailarín y coreógrafo que realizó sus primeros pasos en el arte en Europa y en la década de 1980 se radicó en forma definitiva en Argentina, donde continuó su carrera profesional y renovó la estética de los espectáculos musicales.

## Carrera profesional
Al inicio de su carrera participó en Europa en varios espectáculos de revista. Viajó a Buenos Aires en la década de 1980 y estrenó el espectáculo Cocktail Show y fundó el Grupo Caviar. Fue integrante de "Botton Tap" junto al también actor y coreógrafo Aníbal Pachano, con quien después se distanciaría.
Entre sus obras se recuerda a Fénix (1984); Caviar, Lo Mejor de 1989; Espíritu del Éxtasis (1998); Hot Vudú (1998) y Konga (2008), entre otros. En Argentina, Casanovas trabajó junto a reconocidos artistas como Alberto Olmedo, Moria Casán, Julio Bocca y Estela Raval.
Murió el 29 de abril de 2015 en una clínica de Buenos Aires, donde estaba internado por un cáncer de hígado del que había sido operado cinco días antes.

## Filmografía
- Todo o nada (1984)…Michel, el travesti
- La pluma del ángel (1992)
- La nube (1998). …Representante de Fuló
- Tetro (2009) …Enrique

## Video
- Narcotráfico, juego mortal (1989)

## Televisión
- Son o se hacen (1998)
- Verdad consecuencia(1996)
- Bailando por un sueño (2012)...Jurado

## Teatro
- Fénix (1984)
- Caviar, lo mejor de 1989
- Espíritu del Éxtasis (1998)
- Hot Vudú (1998)
- Konga (2008)
- Fort con Caviar (Actor)
- Caviar con fernet
- El astros está de fiesta (Actor)
- Segundo Piso Ascensor "Casa de Citas" (Autor, Actor, Director)
- Los siete pecados capitales (Artista invitado)